# Boulevard du Professeur-Léopold-Escande
Le boulevard du Professeur-Léopold-Escande (en occitan : baloard del Professor Leopold Escande) est une voie de Toulouse, chef-lieu de la région Occitanie, dans le Midi de la France. 

## Situation et accès

### Description
Le boulevard du Professeur-Léopold-Escande est une voie publique. Il borde à l'est le quartier Saint-Aubin.

### Voies rencontrées
Le boulevard du Professeur-Léopold-Escande rencontre les voies suivantes, d'ouest en est (« g » indique que la rue se situe à gauche, « d » à droite) :
1. Rue du Pont-Guilheméry (g)
2. Pont Guilheméry (d)
3. Rue de l'Étoile (g)
4. Rue Sylvain-Dauriac (g)
5. Rue Charles-Camichel (g)
6. Boulevard Jules-Michelet (g)
7. Passerelle Charles-Bourseul (d)

### Transports
Le boulevard du Professeur-Léopold-Escande est parcouru et desservi sur toute sa longueur par la ligne de bus 27. Au carrefour de la rue du Pont-Guilheméry se trouvent également les arrêts desservis par les Linéo L1L8 La station de métro la plus proche est la station François-Verdier, sur la ligne .
Une station de vélos en libre-service VélôToulouse se trouve sur le boulevard : la station no 42 (3 boulevard du Professeur-Léopold-Escande).

## Odonymie
Le boulevard porte le nom de Léopold Escande (1902-1980). En 1948, il fut directeur de l'Institut électrotechnique (IET), devenu l'École nationale supérieure d'électrotechnique, d'électronique, d'informatique, d'hydraulique et des télécommunications (ENSEEIHT). D'ailleurs, une rue perpendiculaire rend également hommage à un directeur de l'Institut électrotechnique, Charles Camichel.
En 1865, lors de son aménagement, le boulevard portait le nom de Pierre-Paul Riquet, qu'a conservée le boulevard qui le prolonge au nord, en hommage au créateur du canal du Midi. Ce n'est qu'en 1984 que le nom de Léopold Escande lui fut donné.

## Patrimoine et lieux d'intérêt

### Canal du Midi
Patrimoine mondial (1996)

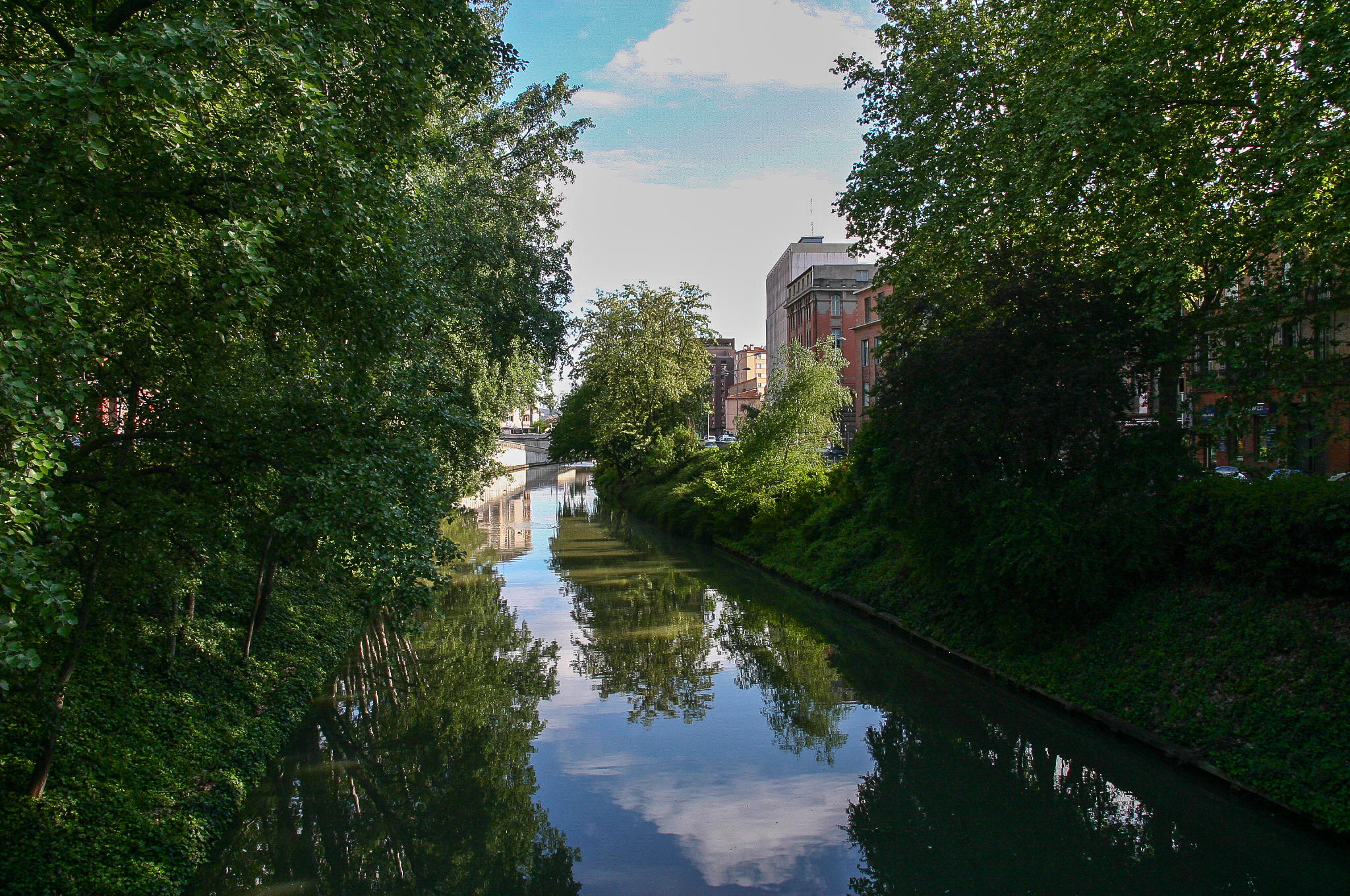
Le canal du Midi vu de la passerelle Charles-Bourseul.

Le boulevard du Professeur-Léopold-Escande longe le canal du Midi. La première partie du canal, entre la Garonne, à Toulouse, et le seuil de Naurouze, est creusée entre 1667 et 1671.
Le canal est franchi par plusieurs ponts : 
- pont Guilheméry. 
Le premier pont est construit en brique vers 1680, peu après le creusement du canal du Midi. Il est démoli et reconstruit entre 1841 et 1845 avec le soutien du département de la Haute-Garonne et de la ville de Toulouse : le nouveau pont, en brique claire et pierre de taille, avec son arche surbaissée, est représentatif des ponts construits à cette époque. Mais dans les années 1960 il se révèle inadapté au développement du trafic automobile et il est démoli en 1975. Le projet inclut la construction d'un pont-dalle franchissant le canal, et l'aménagement de voies sur berges longeant le canal. Le pont, d'une seule travée, en béton précontraint, mesure 38 mètres de long et 19 mètres de large. Il est inauguré en octobre 1976[4].
- passerelle Charles-Bourseul. 
La passerelle est construite en 1977 par l'administration des PTT, afin de faciliter l'accès à la bureau de poste Saint-Aubin. Son nom rend d'ailleurs hommage à Charles Bourseul (1829-1912). Entré dans l'administration des télégraphes, il s'intéressa à la transmission électrique de la voix et fut un des inventeurs méconnus du téléphone. Il termina sa carrière comme directeur départemental des Postes du Lot[5]. La passerelle, longue de 32,60 mètres et large de 3 mètres, est construite en béton armé. Le tablier repose directement sur les culées. Un escalier permet d'accéder au boulevard[6].

### ENSEEIHT
Dans la première moitié du XIXe siècle, les Frères des écoles chrétiennes fondent le pensionnat Saint-Joseph. Ils sont expulsés en 1904 par la loi Combes qui interdit l'enseignement congréganiste. Plusieurs bâtiments ont été construits entre le début du XXe siècle et le début du XXIe siècle, suivant le développement de l'Institut électro-technique (IET), devenu l'École nationale supérieure d'électrotechnique, d'électronique, d'informatique, d'hydraulique et des télécommunications (ENSEEIHT).
Les bâtiments sont peu après occupés par l'Institut électrotechnique (IET), fondé par Charles Camichel en 1908. Entre 1920 et 1921, le laboratoire d'hydraulique est construit par les architectes Antoine et Pierre Thuriès à l'angle du boulevard et de la rue Charles-Camichel. Le bâtiment, en pierre et en brique, s'élève sur trois étages et développe sa façade sur trois travées, rythmées par de larges dosserets en saillie. Le rez-de-chaussée est largement éclairé par de hautes fenêtres, qui prennent place entre les soubassements en pierre, traités en bossage, des dosserets. Aux étages, les fenêtres sont plus étroites. Celles du 1er étage ont des balcons aux garde-corps en fonte.
En 2009, les corps de bâtiment à l'angle de la rue de l'Étoile sont démolis et remplacés par une nouvelle construction de l'atelier d'architecture Dominique Alet. Le bâtiment, dont la hauteur est alignée sur l'édifice des frères Thuriès, s'élève sur cinq étages. La façade possède une double peau de panneaux coulissants en métal déployé dont la disposition anime la façade.

### Immeubles
- no  3 : Caisse primaire d'assurance maladie (CPAM) de la Haute-Garonne. 
Au XIXe siècle, la parcelle comprise entre le boulevard, la rue Sylvain-Dauriac, la rue Pierre-Paul-Riquet et la rue de l'Étoile est occupée par les Frères des écoles chrétiennes qui y installent le pensionnat Saint-Joseph. En 1966, la parcelle est dévolue à l'Union immobilière des organismes de sécurité sociale, qui y fait construire, par les architectes toulousains Jean Barbut et André Boudes un immeuble qui doit accueillir les services de la Caisse primaire d'assurance maladie (CPAM) et de la Caisse d'allocations familiales (CAF) du département de la Haute-Garonne. L'immeuble est construit en plusieurs tranches entre 1966 et 1976. Le bâtiment qui s'élève face au boulevard et au canal du Midi est un des derniers construits. La façade s'élève sur onze étages. La verticalité est soulignée par les éléments en saillie de part et d'autre des fenêtres, formant des pilastres colossaux[10]. Il fait l'objet d'une restructuration menée par l'atelier Triptyque entre 2020 et 2024.

- no  8 : Poste Saint-Aubin.  Patrimoine XXe siècle (2017)[11]. 
La poste Saint-Aubin est construite en 1929 à l'angle des rues Charles-Camichel et Pierre-Paul-Riquet (actuel no 28 bis), sur les pans de Léon Jaussely, architecte en chef du gouvernement et de l'administration des postes et télégrammes. Entre 1930 et 1933, l'édifice est prolongé jusqu'au boulevard du Professeur-Léopold-Escande par l'architecte Joseph Bukiet, associé de Léon Jaussely, afin d'accueillir un centre des chèques postaux et le centre d'amplification des lignes à grande distance[12],[13].